# Diggs
Diggs é o décimo segundo episódio da vigésima quinta temporada do seriado de animação de comédia de situação The Simpsons, sendo exibido originalmente na noite de 9 de março de 2014 pela FOX nos Estados Unidos. O episódio foi escrito por Dan Greaney e Allen Glazier, e foi dirigido por Michael Polcino.

## Enredo
Bart é resgatado de um confronto com os valentões da escola por Diggs, um aluno recém-transferido e aspirante a campeão no esporte de nicho da falcoaria. Mas Bart logo descobre que Diggs quer mais do que apenas disputar com falcões: ele quer ir ao céu pessoalmente.[carece de fontes?]

## Recepção

### Crítica
Dennis Perkins, do The A.V Club, deu ao episódio um C+.

### Audiência
O episódio foi exibido originalmente na noite de 9 de março de 2014, meia-hora antes do horário habitual de oito da noite, devido a estreia de Cosmos: A Space-Time Odyssey. Segundo o instituto de mediação de audiências Nielsen, Diggs foi assistido por 2,69 milhões de pessoas e recebeu 1,2 pontos de audiência na demográfica 18-49. Foi o quarto episódio mais assistido da FOX naquela noite, seguido de outro episódio de The Simpsons The Man Who Grew Too Much, por Family Guy e pelo piloto de Cosmos.
O episódio foi o menos assistido da história da série, sendo superado em 15 de fevereiro de 2015 por My Fare Lady, que obteve 2,67 milhões de telespectadores.